# Tommy McCarthy (pugile)
Tommy McCarthy (Belfast, 4 novembre 1990) è un pugile britannico.

## Carriera

### Dilettanti
Nel 2008 ha vinto una medaglia di bronzo ai mondiali giovanili in Messico.

### Professionisti
L'11 luglio 2019 vince al Foro Italico di Roma il titolo internazionale WBC dei pesi massimi leggeri ai danni di Francesco Cataldo ritiratosi al secondo round, il match inizialmente era previsto contro Fabio Turchi sostituito dal connazionale causa dolore al bicipite destro.
L'11 ottobre 2019 viene riproposto l'incontro tra McCarthy e Fabio Turchi a Trento e il nordirlandese vince il titolo internazionale WBC per split decision.
Il 31 ottobre 2020 vince il titolo vacante EBU battendo ai punti dopo 12 round il belga Bilal Laggoune.
Il 15 maggio 2021 difende per la prima volta il titolo EBU per i pesi massimi leggeri battendo, nell'incontro tenutosi alla Manchester Arena, il rumeno Alexandru Jur per stop dell'arbitro al sesto round.

## Risultati nel pugilato
| Risultato | Record | Avversario        | Metodo                  | Data            | Round | Città        | Note                                                           |
| --------- | ------ | ----------------- | ----------------------- | --------------- | ----- | ------------ | -------------------------------------------------------------- |
| Vittoria  | 18–2   | Alexandru Jur     | KO tecnico              | 15 Maggio 2021  | 6     | Manchester   | Difende il titolo dei pesi massimi leggeri EBU                 |
| Vittoria  | 17–2   | Bilal Laggoune    | Decisione (maggioranza) | 31 ottobre 2020 | 12    | Londra       | Vince il titolo vacante dei pesi massimi leggeri EBU           |
| Vittoria  | 16–2   | Fabio Turchi      | Decisione (divisa)      | 11 ottobre 2019 | 12    | Trento       | Vince il titolo internazionale dei pesi massimi leggeri WBC    |
| Vittoria  | 15–2   | Francesco Cataldo | RTD                     | 11 luglio 2019  | 2     | Roma         |                                                                |
| Vittoria  | 14–2   | Jiri Svacina      | KO tecnico              | 18 maggio 2019  | 6     | Belfast      |                                                                |
| Sconfitta | 13–2   | Richard Riakporhe | KO tecnico              | 2 marzo 2019    | 10    | Peterborough | Perde il titolo intercontinentale dei pesi massimi leggeri WBA |